# 秘密の儀式
『秘密の儀式』（ひみつのぎしき、原題・Secret Ceremony）は、1968年に製作・公開されたイギリスのスリラー映画である。アルゼンチンの作家マルコ・デネービの小説をもとにジョゼフ・ロージーが監督、エリザベス・テイラーとミア・ファロー、ロバート・ミッチャムなどが出演している。

## あらすじ
ロンドン在住の娼婦レオノーラは自分のせいで娘を死なせた過去を引きずっていた。
ある日、彼女はチェンチという少女と出会う。
チェンチはレオノーラが自分の亡き母と似ていることから実母のように慕い、レオノーラもチェンチのことを気に入り、ついにはチェンチと同居することになった。
やがて、レオノーラはチェンチの伯母であるハンナとヒルダから、チェンチの継父アルバートの存在を知らされる。
ある日、アルバートがチェンチの自宅を訪れ、卑わいな発言をして帰る。帰宅したレオノーラはチェンチの話を聞き、彼女がアルバートから暴行を受けたと思う。
その後、レオノーラはチェンチを連れて海に行った際、チェンチが人形を服の下に入れるという妊娠をほのめかす行動をとる。ある夜、レオノーラは海岸で見かけた2人組が、チェンチとアルバートのように見えてしまう。
やがて、帰宅したチェンチは態度を一変させ、レオノーラを自宅から追い出した挙句、睡眠薬で自殺する。
そのことを知ったレオノーラは、チェンチを奪われた怒りから、彼女の葬儀の場でアルバートを刺殺する。

## キャスト
- レオノーラ：エリザベス・テイラー
- チェンチ：ミア・ファロー
- アルバート：ロバート・ミッチャム
- ハンナ：ペギー・アシュクロフト
- ヒルダ：パメラ・ブラウン

## スタッフ
- 脚本：ジョージ・タボリ
- 音楽：リチャード・ロドニー・ベネット
- 撮影：ジェリー・フィッシャー
- エリザベス・テイラーの衣裳：マルク・ボアン

## 映画賞ノミネーション
- 英国アカデミー賞 主演女優賞：ミア・ファロー